# Jochen Richter (Regisseur)
Hans-Joachim „Jochen Richter“ (* 24. Juni 1941 in Böhmen; † 2. Juni 2025) war ein deutscher Filmregisseur, Drehbuchautor und Kameramann.

## Leben und berufliche Stationen
Jochen Richter studierte Theaterwissenschaft in München, anschließend drehte er erste Kurzfilme an der HFF München. Zeitgleich absolvierte er eine Ausbildung zum Kameramann.
Seine Kinder Laura Wachauf, Jörg und Florian Richter sind ebenfalls im Fernsehbereich tätig.

## Filmografie (Auswahl)
- 1968: Der Tod eines Geschichtenerzählers (Regie, Drehbuch, Kamera)
- 1969: Stehaufmädchen (Darsteller)
- 1974: Die Ameisen kommen (Regie, Drehbuch, Produzent)
- 1974: Eurydike – Die Braut aus dem Jenseits (Regie, Drehbuch, Kamera mit Norbert Friedländer)[4]
- 1975: Umarmungen und andere Sachen (Regie, Drehbuch, Produzent)
- 1979: Nullpunkt (Regie, Drehbuch, Produzent)
- 1979: Geburt der Hexe (Produzent)
- 1979: Richard Strauss – kein Heldenleben (Regie, Drehbuch, Kamera, Schnitt, Produzent)
- 1981: Am Ufer der Dämmerung (Regie, Drehbuch, Produzent)
- 1985: Wiedergefundene Zeit (Regie)
- 1989: Giovanni oder die Fährte der Frauen (Regie)